# Sivý kameň (hrad)
Hrad Sivý Kameň je zřícenina hradu nalézajícího se na katastru slovenské obce Podhradie v okrese Prievidza.

## Historie
Hrad byl postaven na andezitovém kopci obtékaném Ťapkovským potokem, na rozhraní Hornonitranské kotliny a pohoří Vtáčnik. Vznikl pravděpodobně ve druhé polovině 13. století (i když někteří autoři posunují datum jeho výstavby do let 1320-1352) jako královská strážní věž, vybudovaná k ochraně obchodní stezky vedoucí údolím řeky Nitry do Turčianské kotliny a dále na sever k polským hranicím. Na úpatí hradu vzniklo předměstí, které se jako ves připomíná již ve 14. století. První písemná zmínka o hradu pochází z roku 1352, kdy se jako castellani de Baymocz et Kesselőkő uvádějí vládci bojnického hradu, doposud označovaní jako castellani de Baymocz. Původní název v maďarštině (Kesselőkő) znamenal Supí kámen (keselyű – sup, kő – kámen). Současný slovenský název vznikl pravděpodobně podle světle šedé barvy jeho stěn.
Do roku 1388 hrad spravovali již zmínění kasteláni z Bojnic, později hrad několikrát změnil majitele. V roce 1434 jej král Zikmund Lucemburský daroval jako dědičný majetek Gregorovi Majthényimu z Demandic. Hrad se stal sídlem malého feudálního panství. Vypálen byl v roce 1524, ve druhé polovině 16. století jej Majthényiové přestavěli a rozšířili o tzv. dolní hrad. Znovu byl zničen během protihabsburského povstání Gabriela Bethlena v roce 1626 a hrad, dobytý oddílem generála Mansfelda, byl po jeho odchodu ještě vydrancován obyvateli sousední Prievidze. Jeho majitelé poté přesunuli své sídlo na zámek v Novákách. Na počátku následujícího století hrad obsadilo kurucké vojsko Františka II. Rakocziho. V roce 1708 jej během Rákócziho povstání obsadila císařská vojska, která jej vypálila (stejně jako mnoho dalších, které získala zpět z rukou Rákocziho) spolu s tam uloženým archivem rodu Majthényiů, a od té hrad doby zůstal v troskách.
Hrad se pravděpodobně skládal ze čtyřhranné obranné věže, obytné budovy a malého nádvoří, obehnaného obrannou zdí. Později byl rozšířen o nižší části. Původní dispozice hradu je dnes již sotva čitelná, zejména proto, že část hradeb byla ještě v průběhu času rozebrána za účelem získání stavebního materiálu obyvateli obce Podhradí.
Zřícenina se nachází na hranicích přírodní památky Sivý kámen. Od roku 1973 je chráněna jako národní kulturní památka Slovenské republiky. Od roku 2013 probíhají práce na jejich záchraně.

## Galerie

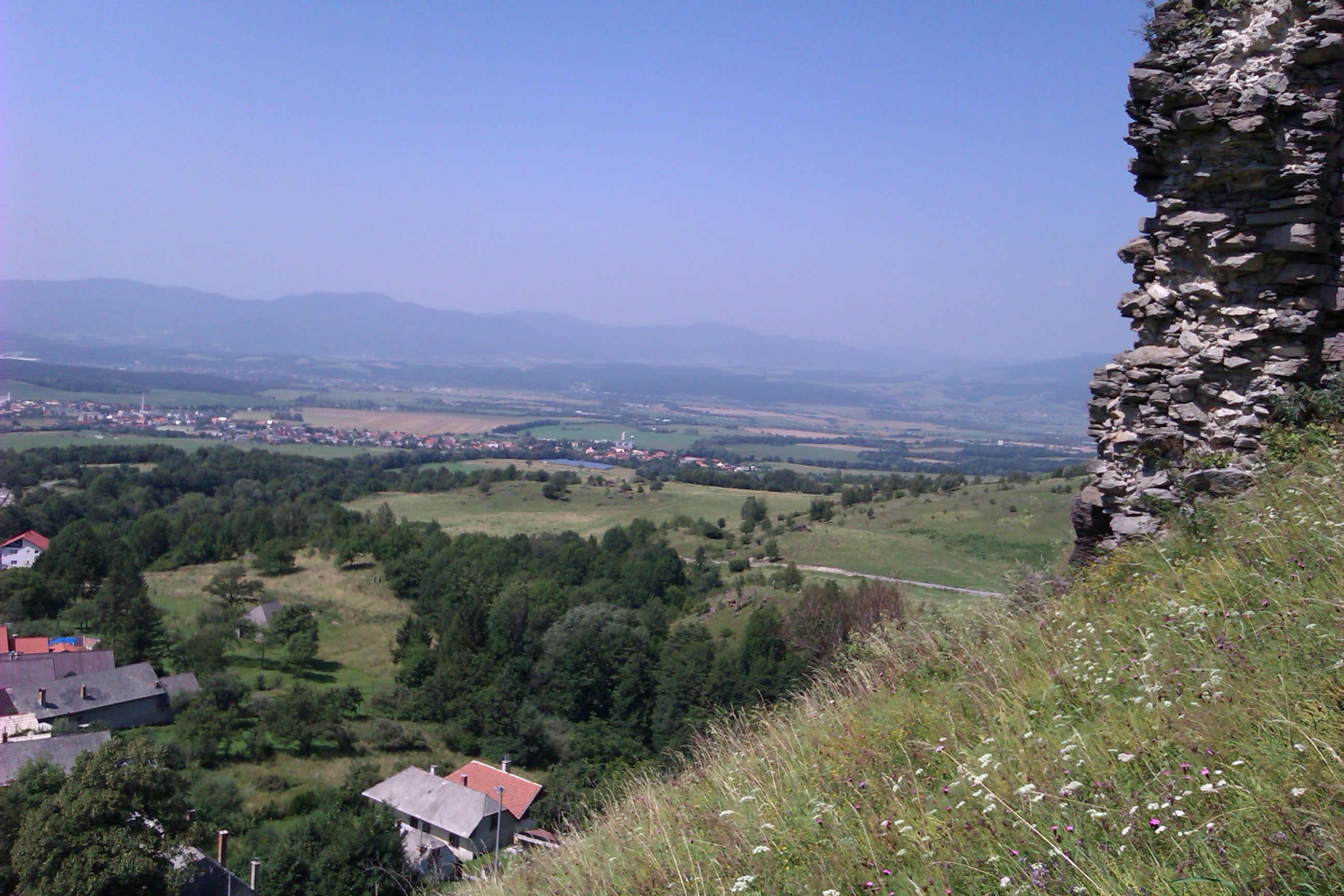
Sivý Kameň
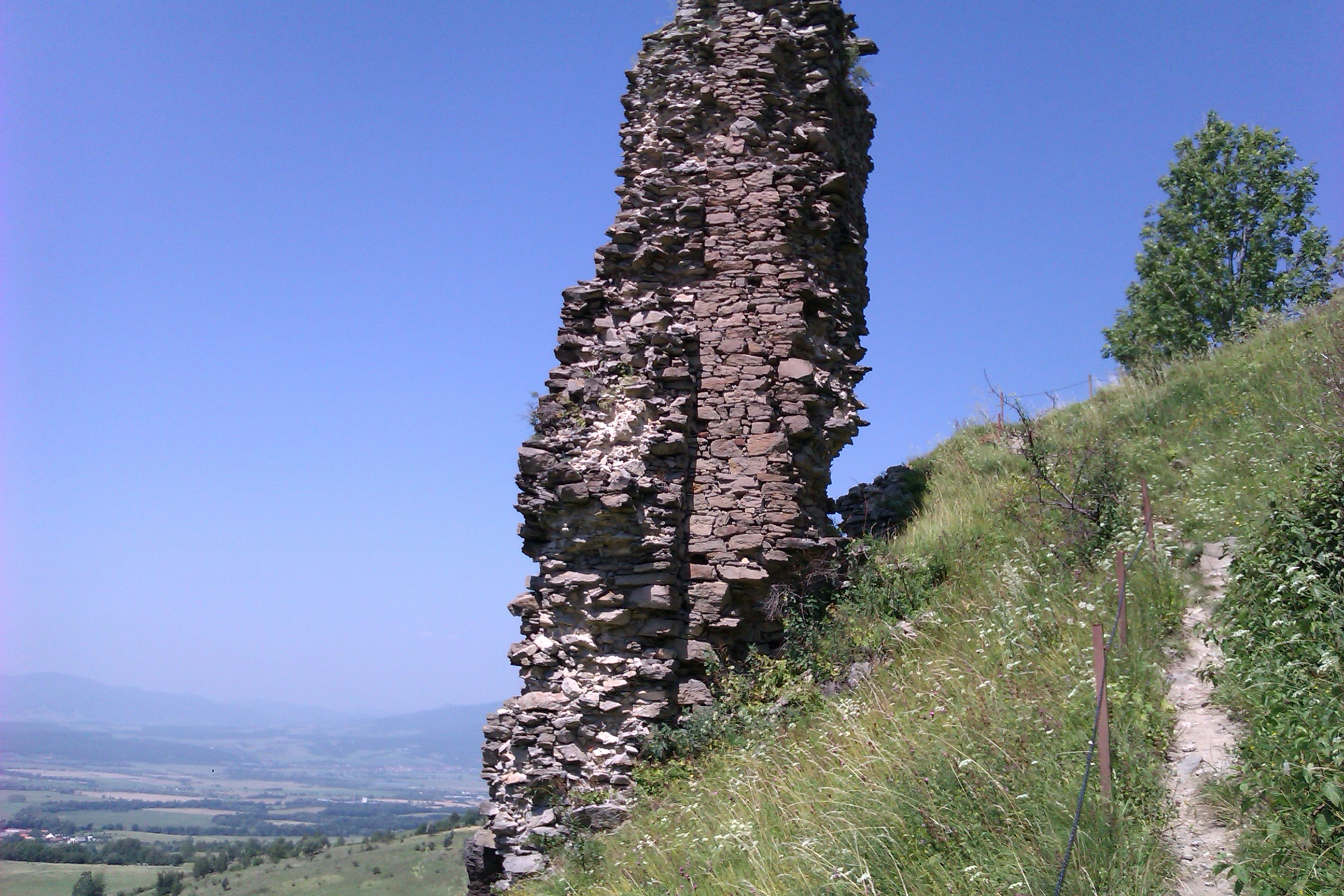
Sivý Kameň
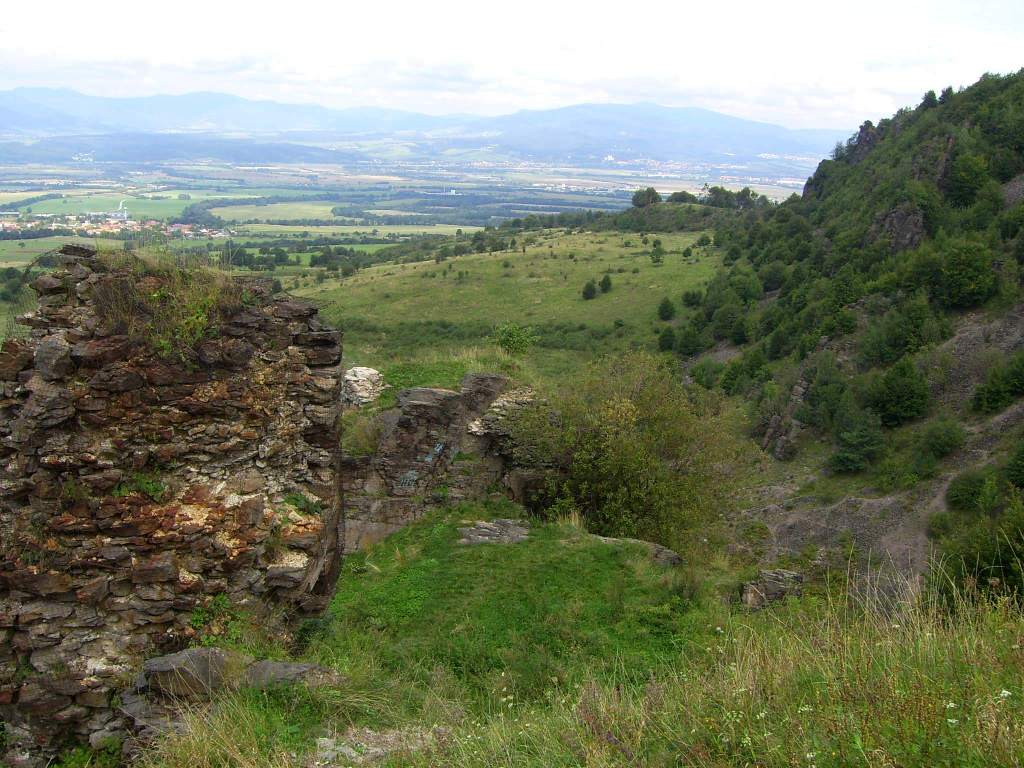
Sivý Kameň